# Holzheim (Neu-Ulm járás)
Holzheim település Németországban, azon belül Bajorországban. Lakosainak száma 1993 fő (2023. december 31.). Holzheim Neu-Ulm és Pfaffenhofen an der Roth községekkel határos.

## Népesség
A település népessége az elmúlt években az alábbi módon változott:
| Lakosok száma | 411  | 754  | 1396 | 1455 | 1782 | 1805 | 1879 | 1925 | 1973 | 1993 |
|               | 1875 | 1950 | 1975 | 1987 | 2012 | 2014 | 2016 | 2017 | 2021 | 2023 |